# Ludwig von Schleinitz
Ludwig Carl Hans Freiherr von Schleinitz (* 13. April 1763 in Braunschweig; † 1. November 1825 in Grzyn, Kreis Kulm) war ein preußischer Beamter. Er war Landrat des Kreises Marienwerder in Westpreußen.

## Leben
Ludwig Freiherr von Schleinitz entstammte dem alten meißnischen Uradelsgeschlecht von Schleinitz, das im 16. Jahrhundert in den Reichsfreiherrnstand erhoben wurde. Er war der drittgeborene Sohn des braunschweigischen Geheimen Legationsrates und Ministers Hans Christoph Freiherr von Schleinitz (1703–1782) und dessen Ehefrau Wilhelmine, geborene von Westernhagen, aus dem Eichsfeld. Der braunschweigische Kammergerichtspräsident Karl Freiherr von Schleinitz (1751–1807) und Wilhelm Karl Ferdinand von Schleinitz (1756–1837) waren seine älteren Brüder.
Er erhielt Privatunterricht und besuchte ab seinem 13. Lebensjahr das Collegium Carolinum in Braunschweig. Danach schlug er wie viele Mitglieder seiner Adelsfamilie nach der zwischen 1779 und 1785 erfolgten Ableistung der für viele Adlige üblichen Militärausbildung eine Verwaltungslaufbahn im Dienst des Königs von Preußen ein. Nach einer Zeit als Kriegs- und Domänenrat wurde er 1796 von den Ständen zum Landrat des Kreises Marienwerder in Westpreußen gewählt. Der König bestätigte ihn 1797 in diesem Amt. Nach der verlorenen Schlacht bei Jena und Auerstedt 1806 nahm er seinen Abschied, soll aber später noch einige Zeit als Landrat im Kreis Rosenberg eingesetzt gewesen sein.

## Familie
Ludwig Carl Hans Freiherr von Schleinitz heiratete am 16. Juni 1785 in Geierswalde die Baronesse Caroline Sophie Tugendreich von Hoverbeck aus dem Hause Domkau. Nach deren Tod verehelichte er sich mit der verwitweten Wilhelmine Charlotte Friederike Elisabeth von Hoeringen, geborene von Hahn, aus dem Hauses Charlottenthal. Seine 1780 in Eldena in Mecklenburg geborene Frau überlebte ihn um zwei Jahre. Aus dieser Ehe gingen die beiden Söhne August (1805–1873) und Karl (1809–1878) hervor.